# Marieberg (gmina Kramfors)
Marieberg – miejscowość (småort) w Szwecji w gminie Kramfors w regionie Västernorrland. Około 52 mieszkańców.